# Pachygonidia subhamata
Pachygonidia subhamata là một loài bướm đêm thuộc họ Sphingidae. Nó được tìm thấy ở Brasil, Venezuela và Ecuador phía bắc through Trung Mỹ (Panama, Costa Rica, Nicaragua, Honduras, Guatemala, El Salvador và Belize) to México.
Sải cánh dài 62–75 mm. There là một grey-brown submarginal patch on the forewing upperside và two median transverse pinkish-buff bands on the hindwing upperside. These band are more hoặc less shaded with brown và the pink tint is mostly not prominent.
Mỗi năm loài này có thể có nhiều thế hệ.
Ấu trùng ăn Vitis tiliifolia.